# AST Research
AST Research — одна из популярных американских технологических компании, которая в 1980-х делала IBM PC-совместимые компьютеры, среди них выделяется AST PenExec.
Компания была основана как AST Associates Томасом К. К. Юэном, Альбертом К. Вонгом и Сафи У. Куреши. В июле 1980 года они зарегистрировали компанию с начальным капиталом в 2000 долларов США в Ирвине, штат Калифорния. Название компании составлено по инициалам основателей.
Свои первые продукты AST выпустила к концу 1981 года. К тому времени компания углубилась в исследования и разработку плат расширения для оригинального персонального компьютера IBM Personal Computer, который был выпущен в августе 1981 года. В течение первого года продаж этой первой линейки продуктов их объем удваивался каждый месяц. Чтобы не отставать от растущего спроса со стороны покупателей, компания обратилась за венчурным капиталом, но получила отказ от нескольких банков. В 1983 году объем продаж AST достиг $13 млн. Такой резкий рост продаж привлек внимание венчурных инвесторов, которые вложили в компанию 2,4 млн долл. В 1984 г. компания подала заявку на первичное размещение акций и в июне того же года выпустила два миллиона акций на биржу.
В конце 1983 г. компания представила популярную многофункциональную карту расширения SixPakPlus для IBM PC, что привело к очередному резкому росту продаж. Вскоре после этого AST подписала соглашение с IBM, позволяющее компании перепродавать карты расширения AST в своих центрах IBM Product Centers и других каналах реселлеров.
К концу 1986 г. предложение плат расширения AST оказалось устаревшим, в то же время продукция AST для оборудования Apple была достаточно прибыльной. В 1986 году компания AST даже расширила свою поддержку Apple, представив периферийные устройства для только что выпущенного Apple IIGS.
К середине 1990-х годов у компании возникли серьезные проблемы на высококонкурентном рынке персональных компьютеров. По мнению The New York Times, перспективы AST сократились из-за стратегии предложения моделей премиум-класса на все более конкурентном рынке персональных компьютеров, в то время как Compaq и другие ведущие производители снижали цены в прямой конкуренции с самыми дешевыми клонами.
В 1997 году AST Research была полностью приобретена компанией Samsung. В 1999 году компания Samsung была вынуждена закрыть калифорнийское предприятие после череды убытков и массового оттока талантливых исследователей. 28 февраля 2001 года компания была ликвидирована окончательно.